# Konfluenz (Zellkultur)

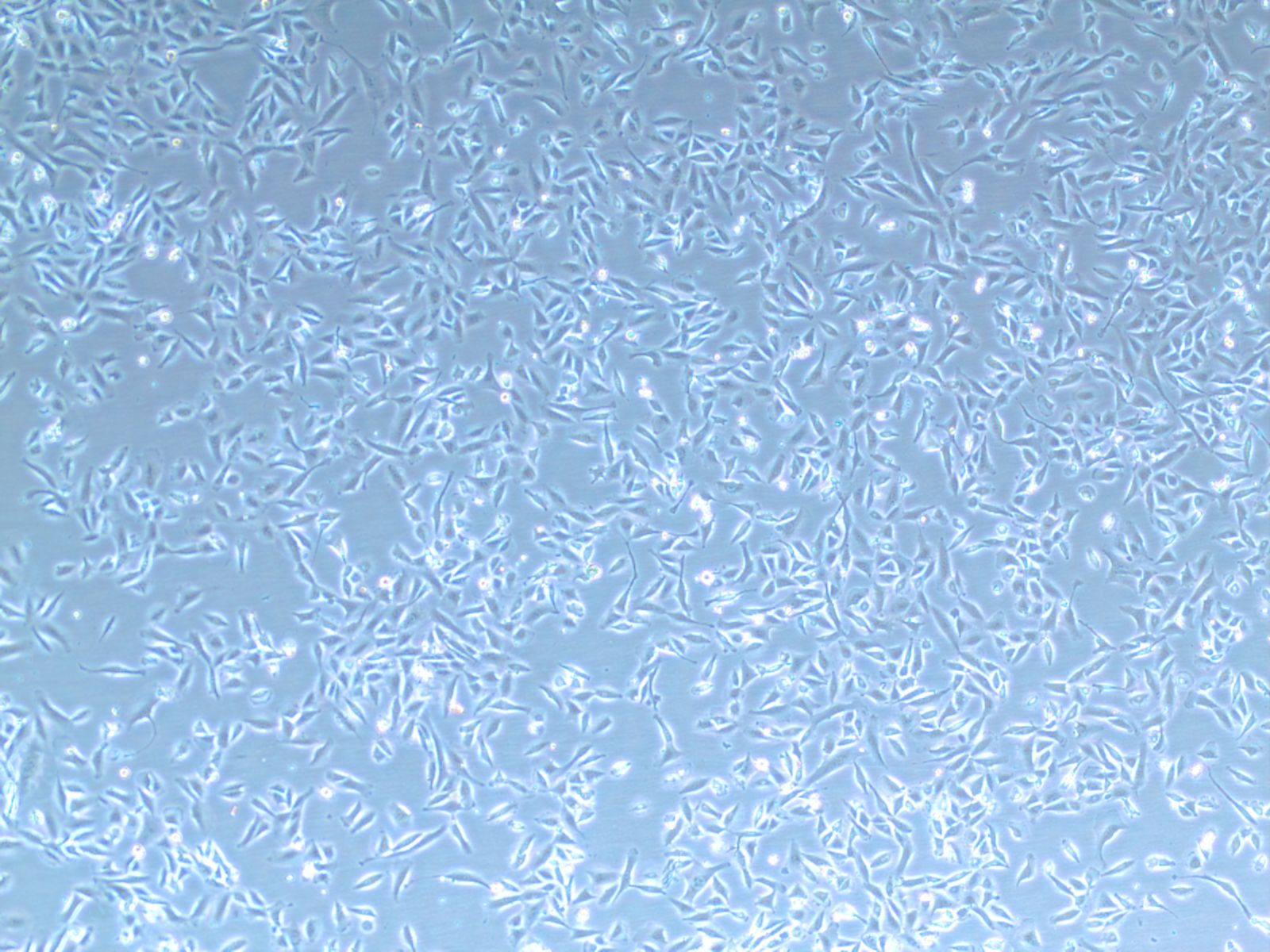
Snu449-Zellen bei circa 50 bis 60 % Konfluenz.

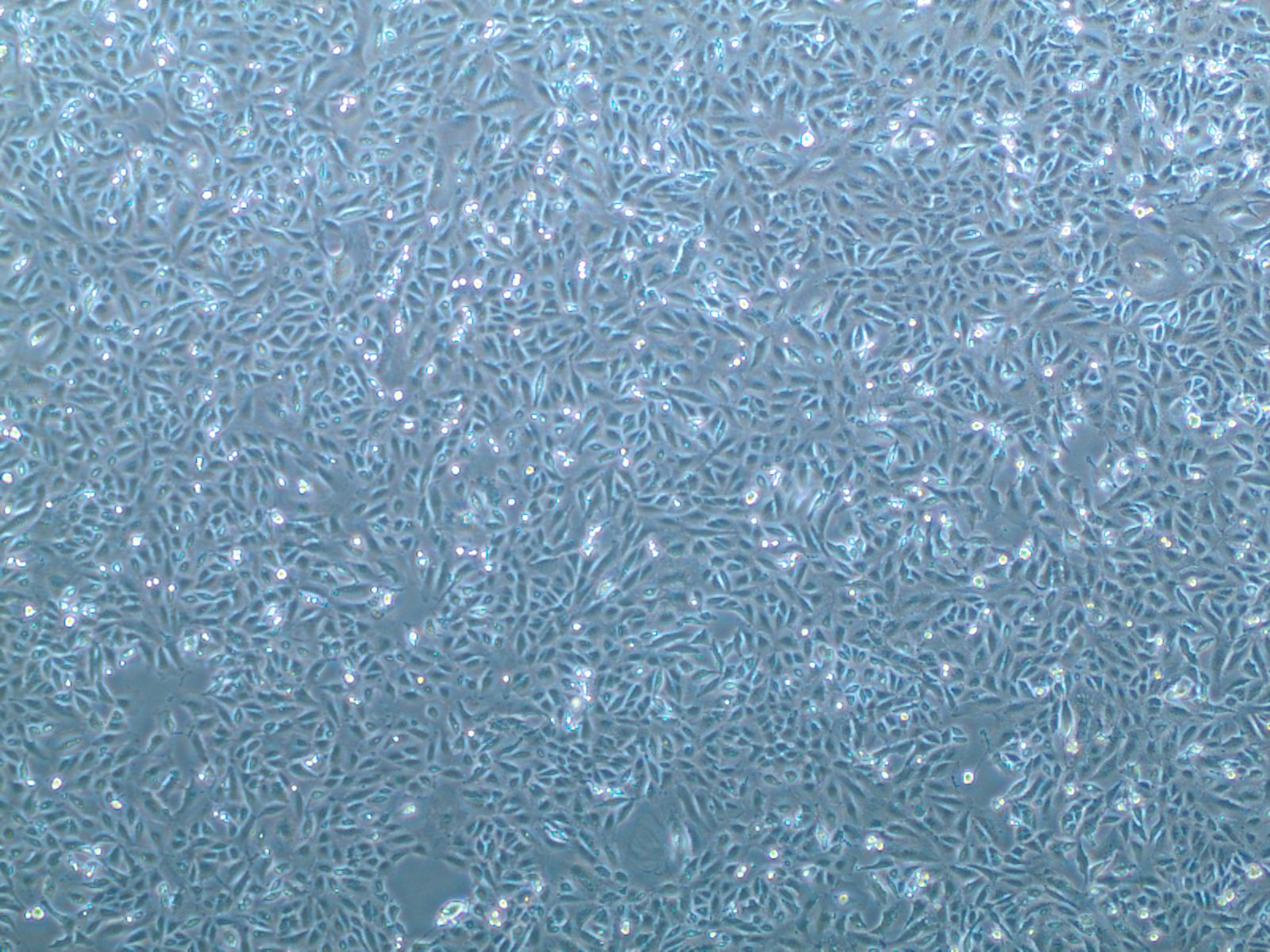
Snu449-Zellen bei circa 100 % Konfluenz.

Als Konfluenz bezeichnet man die größtenteils lückenlose Bedeckung der Oberfläche eines Kulturgefäßes
mit adhärenten (anheftenden) Zellen. Die Konfluenz gestaltet sich von Zelllinie zu Zelllinie verschieden.
Die Zellen befinden sich bei der Konfluenz in sehr engem Zell-Zell-Kontakt, sodass keine Oberfläche als Substrat frei vorhanden ist. Durch die Kontakthemmung hören die meisten Zellen auf, sich zu teilen.
Bei einer kontinuierlichen Zellkultur von adhärenten Zelllinien sollte eine Vereinzelung und Umsetzung der Zellen (engl. splitting, ‚passagieren, subkultivieren‘, ugs. ‚splitten‘) durchgeführt werden, bevor die vollständige Konfluenz erreicht wurde, um die durch die Zellkontakthemmung erzeugte Verlangsamung der Zellteilungsrate zu vermeiden. Dazu kann auch Trypsin verwendet werden, welches durch Spaltung von extrazellulären Proteinen die Zellen von der Oberfläche löst.